# NGC 6833
NGC 6833 ist ein planetarischer Nebel im Sternbild Schwan. 
Das Objekt wurde am 8. Mai 1883 von dem amerikanischen Astronomen Edward Charles Pickering entdeckt.